# Anthurium ceratiinum
Anthurium ceratiinum är en kallaväxtart som beskrevs av Friedrich Ludwig Diels. Anthurium ceratiinum ingår i släktet Anthurium och familjen kallaväxter. Inga underarter finns listade.